# Bim bam toi
«Bim bam toi» — песня, с которой Карла Лаззари представляла Францию на «Детском Евровидении» 2019 года в Польше.
В декабре 2019 года благодаря популярной фитнесс-влогерше Жужу́ Фитка́тс (фр. Juju Fitcats), снявшей танцевальный липсинк под эту песню на TikTok’е, она обрела вирусную популярность во Франции.

## Музыка и текст
Это песня в стиле электропоп.
Исполняется на французском языке, есть также несколько слов по-английски. В песне рассказывается история любви с первого взгляда. Карла поёт: «Как я ни пытаюсь, ни одного звука не вырвется / Из моих закрытых губ / Но я признаю, я признаюсь / Внутри я сейчас взорвусь! / Прибывает, прибывает, прибывает / Пока, наконец, моё сердечко не взбешивается», и далее припев: «И оно делает бим-бам-бум / Оно делает пшт и делает врум / Оно делает бим-бам-бум / У меня в голове всё кружится».
Песню написали Барбара Прави и Ижит. Запись спродюсировал Жульян Комблат, до этого работавший с такими музыкальными исполнителями, как М. Покора и группа Arcadian.

## «Детское Евровидение» — 2019
Карла выступала с этой песней под вторым порядковым номером, после Джордана Энтони из Австралии с песней «We Will Rise» и перед Татьяной Меженцевой и Денберелом Ооржаком из России с «A Time for Us». Национальные жюри дали ей в сумме 85 очков (6-й результат среди всех участников), а зрители 84 очка (3-й результат), и в итоге Карла со 169 очками финишировала 5-й.

## Вирусная популярность
Песня стала вирусной во Франции после того, как в начале декабря того же года популярная на «Ютюбе» фитнесс-влогерша Жужу Фиткатс сняла под неё в TikTok’e танцевальный липсинк. В этом ролике она танцует в готовящемся ко взлёту самолёте и поёт про «бим-бам-бум», «пшт» и «врум». Ролик собрал миллионы просмотров и стал объектом множества пародий.

## Список треков
| №  | Название                                        | Автор(ы)            | Длительность |
| -- | ----------------------------------------------- | ------------------- | ------------ |
| 1. | «Bim Bam toi (Junior Eurovision 2019 / France)» | Ижит, Барбара Прави | 2:55         |

## Чарты
| Чарт (2019—2020)                           | Высшая позиция |
| ------------------------------------------ | -------------- |
| Бельгия/Валлония (Ultratip Bubbling Under) | 13             |
| Франция (SNEP)                             | 111            |
| Россия (Shazam)                            | 157            |